# Аарванген
Аарванген (нім. Aarwangen) — громада в Швейцарії в кантоні Берн, адміністративний округ Верхнє Ааргау.

## Географія
Громада розташована на відстані близько 45 км на північний схід від Берна.
Аарванген має площу 9,9 км², з яких на 15% дозволяється будівництво (житлове та будівництво доріг), 45,8% використовуються в сільськогосподарських цілях, 36% зайнято лісами, 3,2% не є продуктивними (річки, льодовики або гори).

## Історія

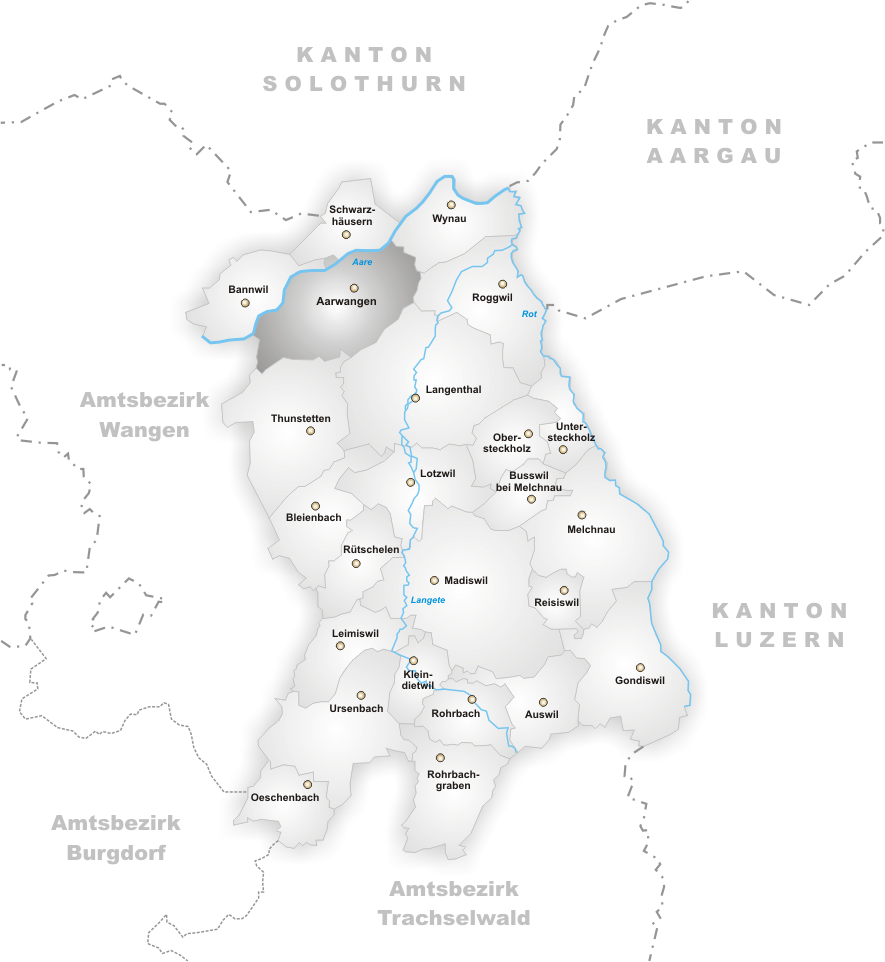
Карта комуни Аарванген

Численні археологічні розкопки свідчать про те, що земля, де зараз знаходиться Аарванген, була заселена ще в епоху неоліту. Перебування в минулому на цій території римлян підтверджено знайденими римськими монетами, датованими III — IV ст. н. е., а також руїнами стін римської вартової башти епохи пізньої античності.
Комуна Аарванген зобов'язана своїм виникненням розташуванню на одному з торговельних шляхів і, перш за все, річці Арі, яка аж до появи дорожнього руху та поїздів 18 столітті була основним шляхом сполучення. Аарванген був перевалочним пунктом для товарів, перевезених з Лангенталь через Бальсталь в Базель.
Перша письмова згадка поселення Аарванген відноситься до 1212 року, яке знаходилося недалеко від монастиря Св. Урбана. Після спорудження мосту через річку Арі і водного замку у XIII столітті Аарванген став митним пунктом (бл. 1313 року) і великим торговим поселенням, проте, у нього не було міських прав. Поселення Аарванген в минулому належало лицарям Аарвангським. Герб комуни, що складається з чорного та срібного кольорів, з'явився ще в XIII—XIV століттях. З 1341 року Аарванген — село і володіння панів Грюненбергських, які в свою чергу були васалами Габсбургів. У цей час зростала чисельність населення та економічна міць Берна. У 1432 у Грюненбергі були змушені поступитися і продати Берну володіння Аарванген. Незабаром в поселенні був побудований замок Аарванген, який існував до 1798 року й був резиденцією намісників (у цілому їх було 75 осіб). Після адміністративної реформи в 1803 році Аарванген став окружним центром однойменного округу. У 1439 році жителі Аарвангена були звільнені від кріпосної залежності. Згідно з правом ринкової торгівлі з 1468 по 1478 рік Аарванген був єдиним місцем в Швейцарії, який володів привілеєм торгівлі сіллю, залізом і сукном (пізніше через віддаленість від основних ринків збуту він був позбавлений цих привілеїв). Надалі Аарванген був пристанню для кораблів, що перевозили вино та зерно, а також перевалочним пунктом для лісосплаву. У 19 столітті населення займалося виготовленням шовку і ремеслами. До початку Другої Світової війни Аарванген був маленьким сільським поселенням, відомим завдяки виробленому тут сиру.

## Демографія
2019 року в громаді мешкало 4620 осіб (+10,5% порівняно з 2010 роком), іноземців було 15,9%. Густота населення становила 467 осіб/км².
За віковим діапазоном населення розподілялося таким чином: 20,5% — особи молодші 20 років, 60,1% — особи у віці 20—64 років, 19,3% — особи у віці 65 років та старші. Було 1962 помешкань (у середньому 2,3 особи в помешканні).
Із загальної кількості 1593 працюючих 75 було зайнятих в первинному секторі, 570 — в обробній промисловості, 948 — в галузі послуг.